# Pila Island
Pila Island (in Australien seit 1958 Arrow Island) ist eine Insel in der Holme Bay an der Mawson-Küste des ostantarktischen Mac-Robertson-Lands. Sie liegt 2,5 km westlich der Flat Islands und 7 km westnordwestlich der australischen Mawson-Station.
Norwegische Kartografen, die sie als Pila (norwegisch für Pfeil) benannten, kartierten sie anhand von Luftaufnahmen, die bei der Lars-Christensen-Expedition 1936/37 entstanden. Das Advisory Committee on Antarctic Names übertrug diese Benennung 1965 mit einer Toponymergänzung ins Englische.